# Subfusell Experimental Model 2
El Subfusell Experimental Tipus 2 (en japonès : 試製二型機関短銃, Shisei-ni-gata kikan-tanjū) era un subfusell dissenyat i utilitzat a l'Imperi Japonès. Aquesta arma utilitzava la munició 8×22mm Nambu, i va ser entregada a algunes unitats de la Marina Japonesa.

## Història
El subfusell va ser produït en petites quantitats per a l'Exèrcit Imperial Japonès durant la invasió de Xangai. Durant el període de proves, es va veure que la bala de 8 mm, tenia una estranya tendència a provocar malfuncions en l'arma, cosa que va provocar una disminució drastica en el seu ús, tan per l'Exèrcit Imperial Japonès com per la Marina Imperial Japonesa (entregada als Marins). Després d'adoptar diversos canvis al cos per a fer-la més lleugera i petita, el que algunes tropes americanes van anomenar (després de trobar-ne algunes en combat, i perquè eren molt rares) fusell de tipus bull pup. Posseïa un carregador extens situat a la empunyadura de l'arma, el que li va dotar d'una característica que no tornaria a ser utilitzat fins a 15 anys més tard, en els subfusells Sa vz. 23 i IMI Uzi.
L'altre subfusell utilitzat pre les tropes japoneses, el subfusell Tipus 100, el qual era molt més nombrós. Aquest va ser utilitzat per l'Exèrcit Imperial Japonès i la Marina Imperial Japonesa. El Tipus 100 va ser l'únic subfusell utilitzat pels japonesos de manera oficial, malgrat que era més difícil de produir que el Model 2.

## Disseny
L'arma va ser dissenyada per Kijiro Nambu en 1935, i el mateix any va començar la seva producció. L'arma va seguir en un fins a 1945. L'arma utilitzava la munició de 8×22mm Nambu, la qual era disparada des d'un carregador de 50 bales situat a sota de la empunyadura. Pesava 3,37 kg quan estava buida, i 4,39 kg quan estava carregada. Mesurava 896 mm de llarga, i el canó 228 mm de llargada. Utilitzava un sistema de Blowback i mires de ferro.